# Adalberto I de La Marche
Adalberto I de La Marche, Aldebert in francese (metà del X secolo – Charroux, 997), fu Conte di Périgord dal 975 e Conte de La Marche dal 988 circa alla sua morte.

## Origine
Secondo il Chronicon sancti Maxentii Pictavensis, Chroniques des Eglises d'Anjou Adalberto era figlio secondogenito del conte di Marche, Bosone I il Vecchio e della moglie (come ci riferisce la Cronaca di Ademaro di Chabannes') Emma di Périgord, figlia (nel testo è definita erroneamente sorella) di Bernardo I, conte di Angoulême e di Périgord (come ci riferisce la Historia Pontificum et Comitum Engolismensis, al capitolo XVIII) e della prima moglie Berta.
Bosone I il Vecchio, ancora secondo il Chronicon sancti Maxentii Pictavensis, Chroniques des Eglises d'Anjou Bosone era figlio del conte di Charroux, Sulpicio mentre della madre non si conoscono né il nome né gli ascendenti (secondo lo storico francese, specializzato nella genealogia dei personaggi dell’Antichità e dell'Alto Medioevo, Christian Settipani poteva essere una figlia del Visconte di Limoges, Adalberto e di sua moglie Deda).

## Biografia
Di Adalberto si hanno scarse notizie: secondo la Historia Pontificum et Comitum Engolismensis, Adalberto viene citato assieme al fratello Elia) come successori dello zio (fratellastro di sua madre, Emma) Rainulfo di Périgord, conte di Angoulême e di Périgord; nel paragrafo 34 della Cronaca di Ademaro di Chabannes' Adalberto viene citato come conte di Perigord (Aldebertus comes supradictus Petragoricensis).
Suo padre Bosone, conte de La Marche, dal 955 circa (in un documento, datato 958, del Bulletin de la Société archéologique et historique du Limousin, Bosone viene citato come Bosonis marchionis) secondo il paragrafo XVI del liber II del Miracula Sancti Benedicti spinse suo fratello maggiore, Elia ad attaccare il visconte Geraldo di Limoges, e dopo aver ottenuto con doni e con preghiere l'approvazione del suo signore, il conte di Poitiers e duca d'Aquitania, Guglielmo Braccio di Ferro o Fortebraccio, lo mise sotto assedio nel castello di Brousse (Creuse); in soccorso di Geraldo accorse il figlio Guido, che riuscì a sconfiggere e mettere in fuga gli assedianti; secondo Ademaro di Chabannes, Adalberto aveva partecipato, con suo fratello, Elia, alla lotta contro Geraldo e suo figlio Guido; dopo un inizio positivo, Adalberto ed il fratello, furono sconfitti e catturati da Guido ed imprigionati a Montignac, e con l'approvazione di Guglielmo Braccio di Ferro o Fortebraccio, Elia avrebbe dovuto essere accecato; Elia riuscì a fuggire dalla prigionia e decise di fare un pellegrinaggio a Roma; ma poco dopo trovò la morte a Villebois, sulla via di Roma; la morte di Elia, nel 975, a Villebois, viene ricordata anche dagli Ademari Historiarum liber III. Dato che Elia non aveva eredi, gli succedette nel Perigord il fratello secondogenito Adalberto.
Nel frattempo però Adalberto, sempre secondo Ademaro di Chabannes, venne tenuto prigioniero in una torre a Limoges e venne liberato solo dopo aver accettato di prendere in moglie Almodia o Adalmoda, sorella di Guido.
Nel 991, da un documento n° LIII del Documents pour l'histoire de l'église de Saint-Hilaire de Poitiers (non consultato) Adalberto viene citato tra i testimoni della conferma delle garanzie all'abbazia di Nouaillé da parte di Guglielmo Fortebraccio
Nel dicembre del 992, secondo il documento n° LXI delle Chartes et documents pour servir à l'histoire de l'abbaye de Saint-Maixent, vol I, Adalberto viene citato come testimone per una donazione di Guglielmo Fortebraccio.
Dopo che il conte di Poitiers e duca d'Aquitania, Guglielmo Braccio di Ferro o Fortebraccio, nel 993, si era ritirato in convento e gli era succeduto il figlio, Guglielmo il Grande e, secondo il paragrafo VII del liber III del Miracula Sancti Benedicti, Adalberto (qui ricordato come conte di Perigord, titolo ricevuto da parte di madre) attaccò il Poitou, con l'intenzione di conquistare la contea di Poitiers e pose sotto assedio la città di Poitiers; anche Ademaro di Cnabanne riporta che Adelberto fece guerra a Guglielmo il Grande e dopo aver distrutto la città di Gentiaco, fu ucciso in battaglia, colpito da una freccia, nei pressi di Charroux e fu inumato nel monastero di quella città; Alfred Richard, nel suo Les comtes de Poitou, riferisce che Adalberto considerandosi già vincitore percorreva il periplo del castello senza armatura ed uno degli assediati lo colpì con una freccia, ferendolo gravemente; portato a Charroux, morì qualche giorno dopo.
Dato che lasciava un unico figlio, Bernardo, ancora molto giovane, i suoi titoli passarono al fratello, Bosone.

## Matrimonio e discendenza
Nel 990, Adalberto, come ci conferma Ademaro di Chabannes aveva sposato Almodia o Adalmoda la sorella di Guido di Limoges, che dal documento nº 134 del Cartulaire de l'abbaye d'Uzerche (Corrèze) risulta essere figlio del visconte di Limoges, Geraldo e della moglie, Rotilde, vedova del visconte Arcimbaldo; dopo la morte del marito, secondo Alfred Richard, nel suo Les comtes de Poitou, Almodia si ritirò nel castello di Rochemeaux, dove venne assediata dalle truppe di Guglielmo il Grande, che conquistarono il castello; Guglielmo la protesse da eventuali aggressioni e la lasciò libera di tornare da sua madre; Ademaro di Chabannes riporta che dopo la morte del marito, Almodia accettò di sposare, in seconde nozze, Guglielmo il Grande.
Adalberto da Almodia o Adalmoda ebbe un figlio:
- Bernardo[13] (circa 991- 16 giugno 1047), Conte de La Marche[21].

### Fonti primarie
- (LA) Chronicon sancti Maxentii Pictavensis, Chroniques des Eglises d'Anjou..
- (LA) Chartes et documents pour servir à l'histoire de l'abbaye de Saint-Maixent, vol 1..
- (LA) Chronique / Ademar de Chabannes..
- (LA) Bulletin de la Société archéologique et historique du Limousin..
- (LA) Historia Pontificum et Comitum Engolismensium..
- (LA) Monumenta Germaniae Historica, Scriptores, tomus IV. URL consultato il 30 marzo 2020 (archiviato dall'url originale il 23 settembre 2015)..
- (LA) Miracula Sancti Benedicti..
- (LA) Cartulaire de l'abbaye d'Uzerche (Corrèze)..

### Letteratura storiografica
- (FR) Alfred Richard, Les comtes de Poitou, tome I,..